# Unterseeboot 925

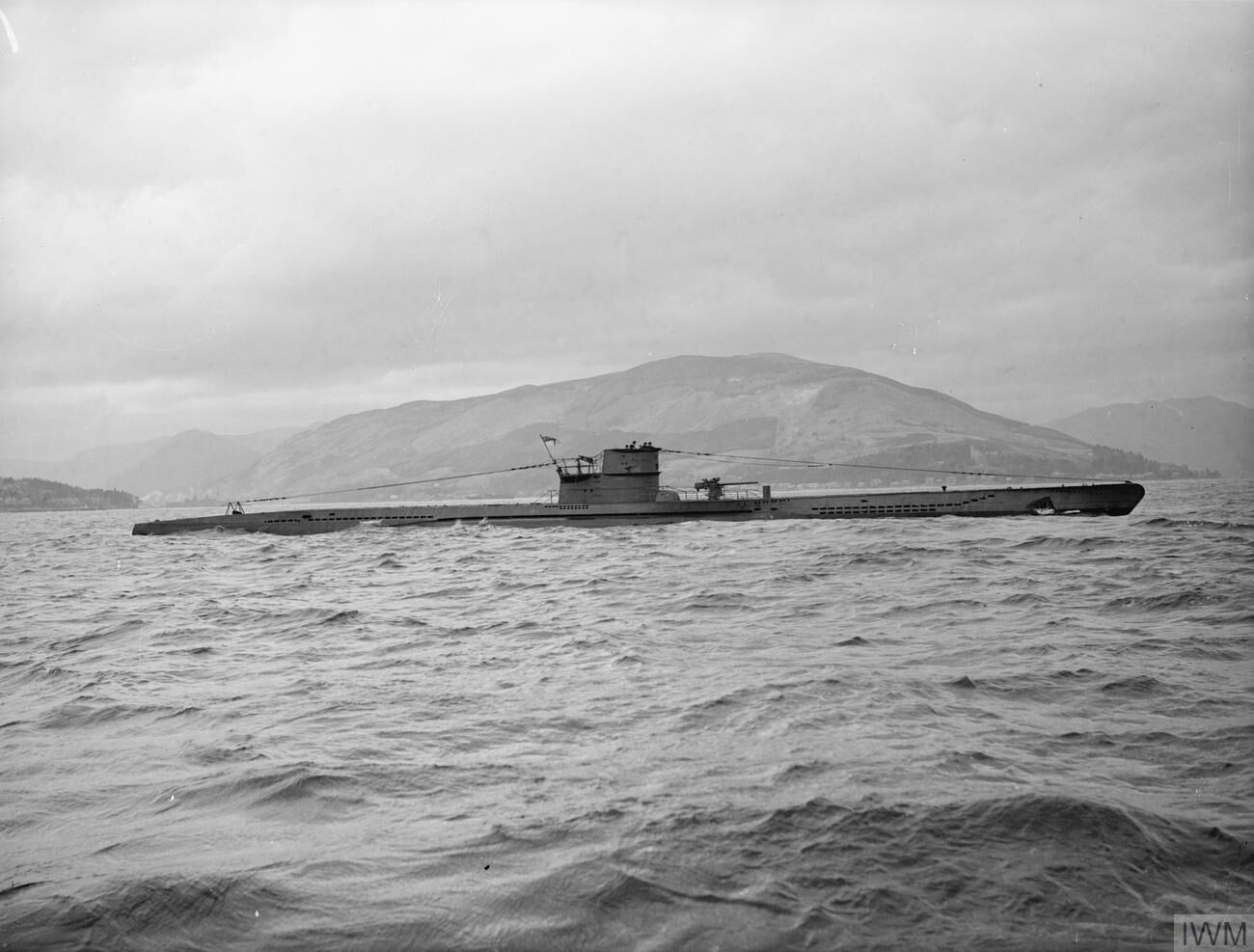
Le U 570, un sous-marin allemand de type VIIC

L'Unterseeboot 925 ou U-925 est un sous-marin allemand (U-Boot) de type VIIC utilisé par la Kriegsmarine pendant la Seconde Guerre mondiale.
Le sous-marin fut commandé le 25 août 1941 à Rostock (Neptun Werft (en)), sa quille fut posée le 15 juin 1942, il fut lancé le 6 novembre 1943 et mis en service le 30 décembre 1943, sous le commandement de l'Oberleutnant zur See Helmuth Knoke.
L'U-925 n'endommagea ou ne coula aucun navire au cours de l'unique patrouille (6 jours en mer) qu'il effectua.
Il est porté disparu en août 1944.

## Conception
Unterseeboot type VII, l'U-925 avait un déplacement de 769 tonnes en surface et 871 tonnes en plongée. Il avait une longueur totale de 67,10 m, un maître-bau de 6,20 m, une hauteur de 9,60 m et un tirant d'eau de 4,74 m. Le sous-marin était propulsé par deux hélices de 1,23 m, deux moteurs diesel Germaniawerft M6V 40/46 de 6 cylindres en ligne de 1 400 cv à 470 tr/min, produisant un total de 2 060 à 2 350 kW en surface et de deux moteurs électriques Brown, Boveri & Cie GG UB 720/8 de 375 cv à 295 tr/min, produisant un total 550 kW, en plongée. Le sous-marin avait une vitesse en surface de 17,7 nœuds (32,8 km/h) et une vitesse de 7,6 nœuds (14,1 km/h) en plongée. Immergé, il avait un rayon d'action de 80 milles marins (150 km) à 4 nœuds (7,4 km/h; 4,6 milles par heure) et pouvait atteindre une profondeur de 230 m. En surface son rayon d'action était de 8 500 milles nautiques (soit 15 700 km) à 10 nœuds (19 km/h).
 L'U-925 était équipé de cinq tubes lance-torpilles de 53,3 cm (quatre montés à l'avant et un à l'arrière) et embarquait quatorze torpilles. Il était équipé d'un canon de 8,8 cm SK C/35 (220 coups) et d'un canon antiaérien de 20 mm Flak. Il pouvait transporter 26 mines TMA ou 39 mines TMB. Son équipage comprenait 4 officiers et 40 à 56 sous-mariniers.

## Historique
Il reçut sa formation de base au sein de la 4. Unterseebootsflottille jusqu'au 31 juillet 1944, puis il intégra sa formation de combat dans la 1. Unterseebootsflottille.
Sa première patrouille est précédée de courts trajets de Kiel à Horten puis à Kristiansand. Elle commence le 24 août 1944 au départ de Kristiansand pour l'Atlantique.
 Le lendemain, l'U-925 n'émet plus aucun signal alors qu'il navigue vers sa zone d'opérations dans l'Atlantique Nord, autour de la ligne GIUK. Sa mission consiste à effectuer des relevés météorologiques.
Il est déclaré par le Commandement des sous-marins (BdU) comme disparu soit en mer du Nord soit en mer de Norvège le 18 septembre 1944 avec ses cinquante-et-un membres d'équipage. Il n'existe aucune explication à sa disparition.

## Affectations
- 4. Unterseebootsflottille du 30 décembre 1943 au 31 juillet 1944 (Période de formation).
- 1. Unterseebootsflottille du 1er août 1944 au 25 août 1944 (Unité combattante).

## Commandement
- Oberleutnant zur See Helmuth Knoke du 30 décembre 1943 au 25 août 1944.

## Patrouilles
|       | Commandant          | Départ       | Départ       | Arrivée      | Arrivée       | Jours   | Succès |
| ----- | ------------------- | ------------ | ------------ | ------------ | ------------- | ------- | ------ |
|       | Oblt. Hellmut Knoke | 15 août 1944 | Kiel         | 16 août 1944 | Horten        | 2 jours |        |
|       | Oblt. Hellmut Knoke | 21 août 1944 | Horten       | 22 août 1944 | Kristiansand  | 2 jours |        |
| 1     | Oblt. Hellmut Knoke | 24 août 1944 | Kristiansand | 25 août 1944 | Porté disparu | 2 jours |        |
| Total | Total               | Total        | Total        | Total        | Total         | 6 jours | 0 t    |

Note : Oblt. = Oberleutnant zur See